# 薩比諾夫區
49°6′10″N 21°5′52″E / 49.10278°N 21.09778°E

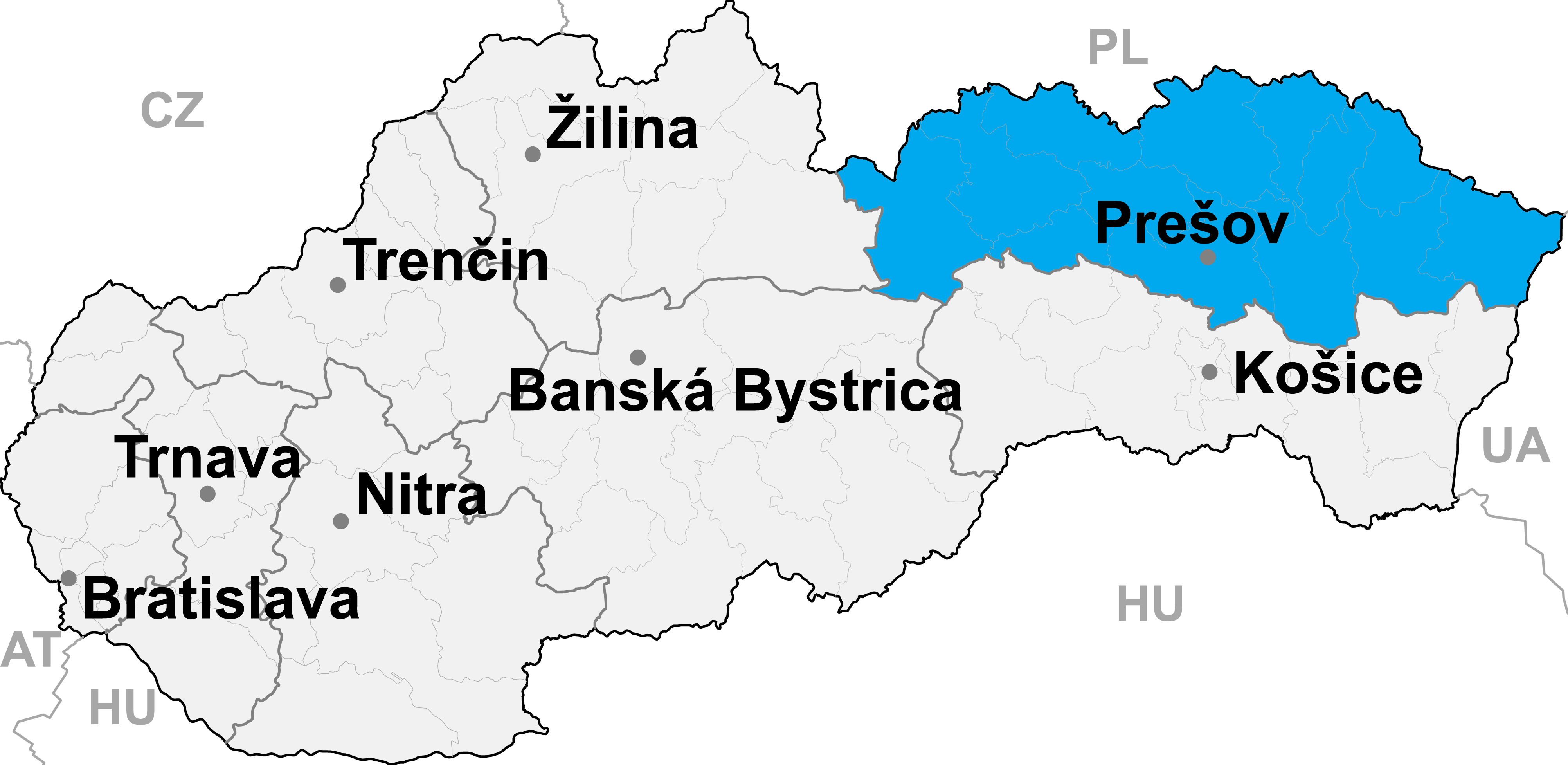

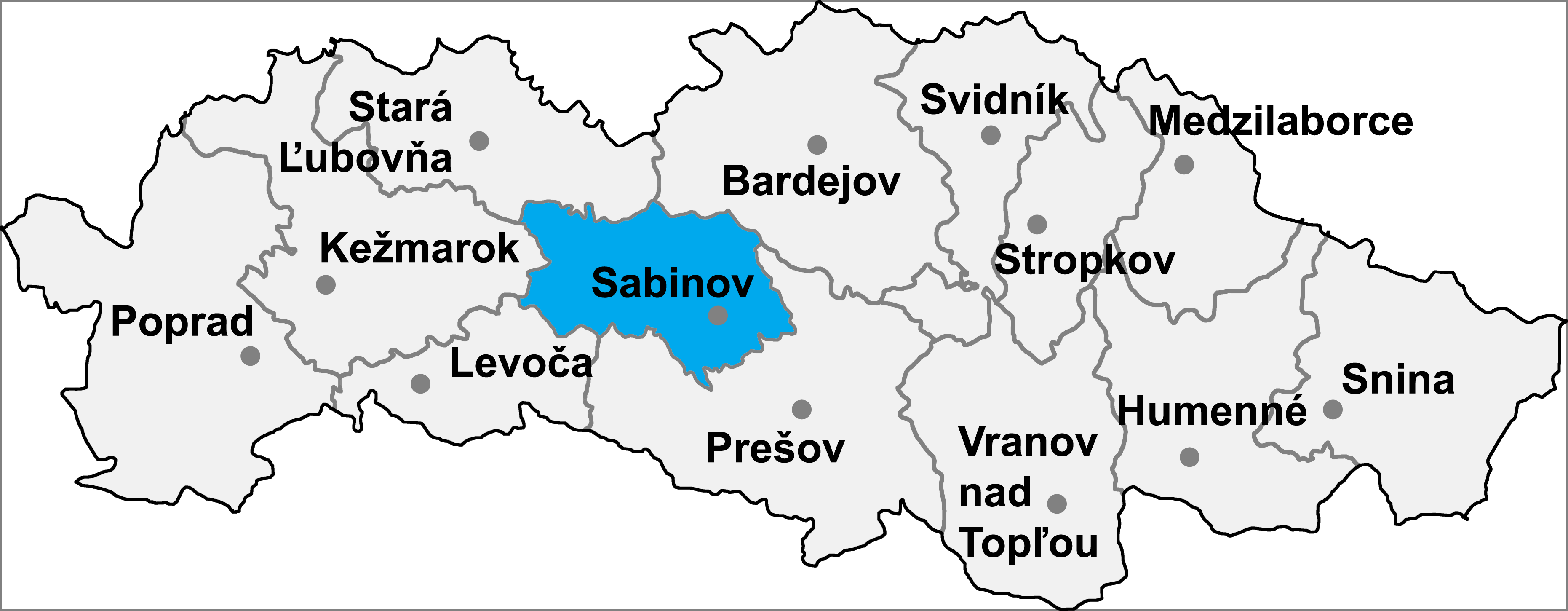

薩比諾夫區，是斯洛伐克的一個區，位於該國東部，由普雷紹夫州負責管轄，面積484平方公里，2001年該區人口54,067，人口密度每平方公里110人。